# Питерсон, Х. Ли
Х. Ли Питерсон (англ. H. Lee Peterson) (родился 16 октября 1964 года) — американский мультипликационный монтажёр. Его работами для Walt Disney Pictures являются: «Русалочка» «Аладдин», «Покахонтас», «Динозавр», «Не бей копытом» и короткометражный мультфильм «Принц и нищий».
Он также работал в студии DreamWorks Animation, где его работами являются первые три мультфильма франшизы «Мадагаскар», и в студии Pixar в качестве дополнительного монтажёра мультфильма «Университет монстров».
Совсем недавно он работал над мультфильмом Sony Pictures Animation «Смурфики: Затерянная деревня».
Питерсон был избран членом Американской ассоциацией монтажёров.
Он женат на Алекс Райлэнс, от которого у него двое детей, и живёт в горах Сан-Габриэль.